# Fleischmanns, New York
Fleischmanns, New York (енгл. Fleischmanns) град је у америчкој савезној држави Њујорк.

## Демографија
По попису из 2010. године број становника је 351, што је 0 (0,0%) становника више него 2000. године.
| Група             | 2000.       | 2010.       |
| Белци             | 266 (75,8%) | 213 (60,7%) |
| Афроамериканци    | 5 (1,4%)    | 2 (0,6%)    |
| Азијати           | 6 (1,7%)    | 3 (0,9%)    |
| Хиспаноамериканци | 69 (19,7%)  | 128 (36,5%) |
| Укупно            | 351         | 351         |